# Че, Джастин
Джа́стин Айзе́я Че (англ. Justin Isiah Che; 18 ноября 2003, Ричардсон, Техас, США) — американский футболист, защитник датского клуба «Брондбю», выступающий на правах аренды за бельгийский «Патро Эйсден Масмехелен».

## Биография

### Клубная карьера
Че присоединился к академии футбольного клуба «Даллас» в 2009 году. В 2020 году привлекался в фарм-клуб «Норт Тексас», дебютировав в Лиге один ЮСЛ 25 июля в матче стартового тура сезона против «Форвард Мэдисон». По итогам сезона 2020 Че был включён в первую символическую сборную Лиги один ЮСЛ, а также номинировался на звание защитника года в Лиге один ЮСЛ, но в финальной тройке номинантов остался последним. 2 октябре 2020 года «Даллас» подписал с Че трёхлетний контракт по правилу доморощенного игрока с опцией продления ещё на один год.
6—29 января 2021 года Че среди шести доморощенных игроков «Далласа» тренировался в немецкой «Баварии» в рамках программы сотрудничества между клубами. 12 февраля он был взят в аренду в «Баварию II» сроком до лета. В Третьей лиге дебютировал 10 апреля в матче против «Ингольштадта 04».
За «Даллас» в MLS Че дебютировал 23 июня 2021 года в матче против «Лос-Анджелеса».
21 января 2022 года Че был арендован клубом Бундеслиги «Хоффенхайм» на 18 месяцев с опцией выкупа. 13 февраля дебютировал за «Хоффенхайм II» в Региональной лиге «Юго-Запад» в матче против «Эльферсберга». За первую команду «Хоффенхайма» в Бундеслиге дебютировал 19 марта в матче против «Герты», выйдя на замену на 77-й минуте вместо Кевина Акпогумы. 28 октября в матче против «Фрайберга» забил свой первый гол за «Хоффенхайм II». 18 января 2023 года Че был переведён в первую команду «Хоффенхайма» на постоянной основе. 16 мая «Хоффенхайм» объявил об отказе от опциона на покупку Че у «Далласа».
14 июля 2023 года Че перешёл в клуб датской Суперлиги «Брондбю», подписав контракт до лета 2026 года.
17 августа 2023 года Че отправился в аренду в клуб Первого дивизиона Нидерландов «АДО Ден Хааг» на один сезон. За гаагцев дебютировал 25 августа в матче против «Ден Босха».

### Международная карьера
В 2018—2019 годах Че вызывался в сборную США до 16 лет.
20 мая 2021 года Че был впервые вызван в сборную США — в тренировочный лагерь, завершившийся 30 мая товарищеским матчем со сборной Швейцарии, в котором он остался на скамейке запасных. Был включён в расширенную заявку сборной на Золотой кубок КОНКАКАФ 2021 из 59-ти игроков, но в окончательный состав из 23-ти игроков не попал.
Че был включён в состав сборной США до 20 лет на молодёжный чемпионат мира 2023. 30 мая 2023 года в матче ⅛ финала турнира против сборной Новой Зеландии до 20 лет забил гол.

### Личная жизнь
Родители Че — граждане Германии. Его мать — Ангелина, родилась в России, но переехала в Германию в детском возрасте. Его отец — Крис, родился в Камеруне.

## Достижения
Индивидуальные
- Член первой символической сборной Лиги один ЮСЛ: 2020